# Медаль «В память короля Олафа V»
Медаль «В память короля Олафа V» – памятная государственная награда Королевства Норвегия.

## История
Король Норвегии Олаф V скончался 17 января 1991 года. В его похоронах, которые прошли 30 января 1991 года в Осло, приняли участие многие зарубежные политики, главы государств, члены королевских семей Европы. В память о столь скорбном событии была учреждена медаль «В память короля Олафа V» в двух классах: золотой и серебряной.

## Описание
Медаль круглой формы из позолоченного серебра или чисто серебряная в зависимости от класса, с королевской геральдической короной наверху.
Аверс несёт на себе профильный портрет короля Олафа V. По окружности надпись: «OLAV • V • NORGES • KONGE •».
На реверсе в центре королевская коронованная монограмма Олафа V.
К короне прикреплено кольцо, при помощи которого медаль крепится к ленте.
 Лента медали шёлковая, муаровая, красного цвета с металлической планкой, на которой выбита дата: «30 januar 1991».